# Стара Крепость
Стара Кре́пость (каз. Старая Крепость) — село у складі Бескарагайського району Абайської області Казахстану. Входить до складу Глуховського сільського округу.
Населення — 133 особи (2021; 125 у 2009, 100 у 1999).